# Godfrey Kangwa
Godfrey Kangwa (zm. 27 kwietnia 1993 w okolicy Libreville) – zambijski piłkarz występujący na pozycji pomocnika. Był członkiem reprezentacji, która zginęła w katastrofie lotniczej u wybrzeży Gabonu.
W czasie katastrofy był piłkarzem Olympique Casablanca.